# Gran Premio de las Naciones de Motociclismo de 1983
El Gran Premio de las Naciones de Motociclismo de 1983 fue la tercera prueba de la temporada 1983 del Campeonato Mundial de Motociclismo. El Gran Premio se disputó el 24 de abril de 1983 en el Circuito de Monza.

## Resultados 500cc
Y en la categoría reina, dominio total de los pilotos estadounidenses, siendo Freddie Spencer quien conseguiría el triunfo, el tercero en las tres
pruebas disputadas y destacándose en el Mundial. Kenny Roberts dominó buena parte de la prueba, pero se pasó de frenada, cayó en la arena y aunque se levantó inmediatamente, se quedó retrasado a la cuarta posición.
| Pos.     | Piloto              | Equipo | Tiempo     | Pts. |
| -------- | ------------------- | ------ | ---------- | ---- |
| 1        | Freddie Spencer     | Honda  | 45:46.570  | 15   |
| 2        | Randy Mamola        | Suzuki | +7.660     | 12   |
| 3        | Eddie Lawson        | Yamaha | +17.750    | 10   |
| 4        | Franco Uncini       | Suzuki | +24.380    | 8    |
| 5        | Takazumi Katayama   | Honda  | +33.730    | 6    |
| 6        | Raymond Roche       | Honda  | +42.810    | 5    |
| 7        | Marc Fontan         | Yamaha | +1:16.300  | 4    |
| 8        | Sergio Pellandini   | Suzuki | +1:21.860  | 3    |
| 9        | Barry Sheene        | Suzuki | +1:28.230  | 2    |
| 10       | Marco Lucchinelli   | Honda  | +1:33.180  | 1    |
| 11       | Virginio Ferrari    | Cagiva | +1:41.530  |      |
| 12       | Walter Migliorati   | Suzuki | +1:41.590  |      |
| 13       | Gustav Reiner       | Suzuki | +1:47.950  |      |
| 14       | Peter Sjöström      | Suzuki | +1:48.330  |      |
| 15       | Steve Parrish       | Yamaha | +1 Vuelta  |      |
| 16       | Marco Papa          | Suzuki | +1 Vuelta  |      |
| 17       | Wolfgang von Muralt | Suzuki | +1 Vuelta  |      |
| 18       | Marco Greco         | Suzuki | +1 Vuelta  |      |
| 19       | Lorenzo Ghiselli    | Suzuki | +1 Vuelta  |      |
| 20       | Paolo Ferretti      | Suzuki | +1 Vuelta  |      |
| 21       | Andreas Hofmann     | Suzuki | +1 Vuelta  |      |
| 22       | Leandro Becheroni   | Suzuki | +1 Vuelta  |      |
| 23       | Corrado Tuzii       | Honda  | +1 Vuelta  |      |
| 24       | Chris Guy           | Suzuki | +1 Vuelta  |      |
| 25       | Franz Kaserer       | Suzuki | +2 Vueltas |      |
| 26       | Peter Huber         | Suzuki | +4 Vueltas |      |
| Ret      | Kenny Roberts       | Yamaha | Ret        |      |
| Ret      | Ron Haslam          | Honda  | Ret        |      |
| Ret      | Giovanni Pelletier  | Honda  | Ret        |      |
| Ret      | Ernst Gschwender    | Suzuki | Ret        |      |
| Ret      | Dave Dean           | Suzuki | Ret        |      |
| Ret      | Boet van Dulmen     | Suzuki | Ret        |      |
| Ret      | Alain Röthlisberger | Yamaha | Ret        |      |
| Ret      | Keith Huewen        | Suzuki | Ret        |      |
| Ret      | Jack Middelburg     | Honda  | Ret        |      |
| Ret      | Philippe Coulon     | Suzuki | Ret        |      |
| DNQ      | Didier de Radiguès  | Honda  | DNS        |      |
| DNQ      | Jon Ekerold         | Cagiva | DNQ        |      |
| Sources: |                     |        |            |      |

## Resultados 250cc
Inesperado triunfo del venezolano Carlos Lavado, que se aprovechó de la lucha en cabeza del español Sito Pons, que cayó en la última vuelta y del también venezolano Iván Palazzese, que entró pasado en una curva. El suizo Jacques Cornu lidera la general.
| Pos. | Piloto                 | Moto              | Tiempo    | Pts. |
| ---- | ---------------------- | ----------------- | --------- | ---- |
| 1    | Carlos Lavado          | Yamaha            | 41:02.190 | 15   |
| 2    | Thierry Espié          | Chevallier-Yamaha | +14.330   | 12   |
| 3    | Manfred Herweh         | Real-Rotax        | +16.290   | 10   |
| 4    | Martin Wimmer          | Yamaha            | +17.170   | 8    |
| 5    | Jacques Cornu          | Yamaha            | +17.330   | 6    |
| 6    | Hervé Guilleux         | Kawasaki          | +18.190   | 5    |
| 7    | Thierry Rapicault      | Yamaha            | +20.580   | 4    |
| 8    | Iván Palazzese         | Yamaha            | +32.520   | 3    |
| 9    | Didier de Radiguès     | Chevallier-Yamaha | +37.410   | 2    |
| 10   | Jean-François Baldé    | Chevallier-Yamaha | +37.890   | 1    |
| 11   | Reinhold Roth          | Fath-Yamaha       | +38.000   |      |
| 12   | Bruno Lüscher          | Yamaha            | +47.590   |      |
| 13   | Tony Head              | Armstrong-Rotax   | +47.630   |      |
| 14   | Harald Eckl            | Yamaha            | +47.850   |      |
| 15   | Maurizio Vitali        | MBA               | +1:04.340 |      |
| 16   | Graham Young           | EMC               | +1:04.480 |      |
| 17   | Karl-Thomas Grässel    | Yamaha            | +1:04.920 |      |
| 18   | Edwin Weibel           | Yamaha            | +1:59.110 |      |
| Ret  | Patrick Fernandez      | Bartol            | Ret       |      |
| Ret  | Christian Sarron       | Yamaha            | Ret       |      |
| Ret  | Christian Estrosi      | Pernod            | Ret       |      |
| Ret  | Massimo Matteoni       | Yamaha            | Ret       |      |
| Ret  | Sito Pons              | Kobas             | Ret       |      |
| Ret  | Roland Freymond        | Armstrong         | Ret       |      |
| Ret  | Alan Carter            | Yamaha            | Ret       |      |
| Ret  | Jean-Marc Toffolo      | Rotax             | Ret       |      |
| Ret  | Jacques Bolle          | Go-West           | Ret       |      |
| Ret  | Jean-Louis Tournadre   | Yamaha            | Ret       |      |
| Ret  | Marcellino Lucchi      | SWM               | Ret       |      |
| Ret  | Carlos Cardús          | Rotax             | Ret       |      |
| Ret  | Donnie Robinson        | Yamaha            | Ret       |      |
| Ret  | Jean-Louis Guignabodet | Yamaha            | Ret       |      |
| Ret  | Graeme McGregor        | Bartol            | Ret       |      |
| Ret  | Éric Saul              | Yamaha            | Ret       |      |
| Ret  | Siegfried Minich       | Rotax             | Ret       |      |
| Ret  | Massimo Broccoli       | Yamaha            | Ret       |      |

## Resultados 125cc
Primera victoria de la temporada del campeón español Ángel Nieto, que le permite acercarse al liderato que ostenta el también español Ricardo Tormo. Los italianos Eugenio Lazzarini y Ezio Gianola cerraron el podio.
| Pos. | Piloto               | Moto      | Tiempo    | Pts. |
| ---- | -------------------- | --------- | --------- | ---- |
| 1    | Ángel Nieto          | Garelli   | 39:01.890 | 15   |
| 2    | Eugenio Lazzarini    | Garelli   | +4.090    | 12   |
| 3    | Ezio Gianola         | MBA       | +21.320   | 10   |
| 4    | Ricardo Tormo        | MBA       | +22.870   | 8    |
| 5    | Bruno Kneubühler     | MBA       | +35.290   | 6    |
| 6    | Libero Piccirillo    | MBA       | +36.180   | 5    |
| 7    | Fausto Gresini       | MBA       | +36.360   | 4    |
| 8    | Stefano Caracchi     | MBA       | +36.730   | 3    |
| 9    | Jean-Claude Selini   | MBA       | +36.870   | 2    |
| 10   | Pierluigi Aldrovandi | MBA       | +46.550   | 1    |
| 11   | Lucio Pietroniro     | MBA       | +46.650   |      |
| 12   | Gerhard Waibel       | Seel-MBA  | +46.730   |      |
| 13   | Miguel Gonzales      | MBA       | +1:12.270 |      |
| 14   | Paul Bordes          | MBA       | +1:14.220 |      |
| 15   | Erich Klein          | MBA       | +1:14.460 |      |
| 16   | Willy Pérez          | MBA       | +1:15.440 |      |
| 17   | Johnny Wickström     | MBA       | +1:29.040 |      |
| 18   | Domenico Brigaglia   | MBA       | +1:38.320 |      |
| 19   | Henk van Kessel      | MBA       | +1:38.320 |      |
| 20   | Esa Kytölä           | MBA       | +2:09.600 |      |
| 21   | Anton Straver        | MBA       | +3:00.920 |      |
| 22   | Jacky Hutteau        | MBA       | +1 Vuelta |      |
| 23   | Andrés Sánchez       | MBA       | +1 Vuelta |      |
| 24   | Per-Edvard Carlsson  | MBA       | +1 Vuelta |      |
| 25   | Janez Pintar         | MBA       | +1 Vuelta |      |
| Ret  | Pier Paolo Bianchi   | Sanvenero | Ret       |      |
| Ret  | Maurizio Vitali      | MBA       | Ret       |      |
| Ret  | August Auinger       | MBA       | Ret       |      |
| Ret  | Hans Müller          | MBA       | Ret       |      |
| Ret  | Giuseppe Ascareggi   | MBA       | Ret       |      |
| Ret  | Stefan Dörflinger    | MBA       | Ret       |      |
| Ret  | Hugo Vignetti        | MBA       | Ret       |      |
| Ret  | Fabio Meozzi         | MBA       | Ret       |      |
| Ret  | Rolf Rüttimann       | MBA       | Ret       |      |
| Ret  | Olivier Liégeois     | Sanvenero | Ret       |      |
| Ret  | Bady Hassaine        | MBA       | Ret       |      |
| Ret  | Iván Troisi          | MBA       | Ret       |      |
| Ret  | Helmut Lichtenberg   | MBA       | Ret       |      |

## Resultados 50cc
En la categoría menor cilindrada, no hubo historia. Eugenio Lazzarini no tuvo rival después de que el suizo Stefan Dörflinger tuviera que entrar en boxes por haber pinchado una rueda.
| Pos. | Piloto              | Moto         | Tiempo    | Pts. |
| ---- | ------------------- | ------------ | --------- | ---- |
| 1    | Eugenio Lazzarini   | Garelli      | 35:23.140 | 15   |
| 2    | Claudio Lusuardi    | Moto Villa   | +20.160   | 12   |
| 3    | George Looijesteijn | Kreidler     | +48.970   | 10   |
| 4    | Reiner Scheidhauer  | Kreidler     | +53.290   | 8    |
| 5    | Hans Spaan          | Kreidler     | +54.130   | 6    |
| 6    | Hagen Klein         | FKN-Kreidler | +54.140   | 5    |
| 7    | Gerhard Singer      | Kreidler     | +1:14.260 | 4    |
| 8    | Ingo Emmerich       | Kreidler     | +1:22.020 | 3    |
| 9    | Jos van Dongen      | Kreidler     | +1:22.440 | 2    |
| 10   | Paul Bordes         | Moto 2L      | +1:37.280 | 1    |
| 11   | Stefan Dörflinger   | Krauser      | +1:54.530 |      |
| 12   | Massimo de Lorenzi  | Minarelli    | +1:57.750 |      |
| 13   | Sandro De Rosa      | Moto Villa   | +1:57.880 |      |
| 14   | Mario Stocco        | Kreidler     | +2:06.960 |      |
| 15   | Guido Sala          | MTK          | +2:18.700 |      |
| 16   | Paolo Priori        | Paolucci     | +2:19.010 |      |
| 17   | Chris Baert         | Kreidler     | +2:51.640 |      |
| 18   | Roberto Rosso       | Minarelli    | +3:17.790 |      |
| 19   | Otto Machinek       | Kreidler     | +1 Vuelta |      |
| Ret  | Gerhard Bauer       | Ziegler      | Ret       |      |
| Ret  | Theo Timmer         | Casal        | Ret       |      |
| Ret  | Joaquín Galí        | Bultaco      | Ret       |      |
| Ret  | Hans Koopman        | Kreidler     | Ret       |      |
| Ret  | Rainer Kunz         | FKN          | Ret       |      |
| Ret  | Paul Rimmelzwaan    | Roton        | Ret       |      |
| Ret  | Hans-Jürgen Hummel  | Sachs        | Ret       |      |
| Ret  | Zdravko Matulja     | Tomos        | Ret       |      |
| Ret  | Enrico Cereda       | Kreidler     | Ret       |      |
| Ret  | Ezio Saffiotti      | UFO          | Ret       |      |
| Ret  | Claudio Granata     | Kreidler     | Ret       |      |
| Ret  | Ramón Galí          | Bultaco      | Ret       |      |
| Ret  | Mauro Mordenti      | Rossi        | Ret       |      |
| Ret  | Peter Verbič        | Kreidler     | Ret       |      |
| Ret  | Giuliano Tabanelli  | Kreidler     | Ret       |      |
| Ret  | Reiner Koster       | M1           | Ret       |      |
| Ret  | Ian McConnachie     | Rudge        | Ret       |      |
| Ret  | Thomas Engl         | M1           | Ret       |      |
| Ret  | Nicola Casadei      | Minarelli    | Ret       |      |